# A4-1 (Nigeria)
Die A 4-1 ist eine Fernstraße in Nigeria, die in Utu Ikot Ekpenyong an der A342 beginnt und in New Netim an der Zufahrt zur A4 endet. Sie ist 76 Kilometer lang.